# Anaplectella indica
Anaplectella indica är en kackerlacksart som beskrevs av Bei-Bienko 1969. Anaplectella indica ingår i släktet Anaplectella och familjen småkackerlackor. Inga underarter finns listade i Catalogue of Life.